# جامعه تثلیث شینجوکو
جامعه تثلیث شینجوکو (ژاپنی: 新宿黒社会 チャイナ マフィア戦争, Shinjuku kuroshakai) (انگلیسی: Shinjuku Triad Society) فیلمی ژاپنی به کارگردانی تاکاشی میکه محصول سال ۱۹۹۵ است. این فیلم بخشی از سه‌گانه جامعه سیاه است و به دنبال آن سگ بارانی و خطوط رابط جادویی ساخته شدند.

## انتشار
جامعه تثلیث شینجوکو در ژاپن در تاریخ ۲۶ اوت ۱۹۹۵ منتشر شد. ارو ویدئو این فیلم را در تاریخ ۲۴ ژانویه ۲۰۱۷ روی دیسک بلوری منتشر کرد.

## کتابشناسی
- Mes, Tom (2006). Agitator: The Cinema of Takashi Miike. FAB Press. ISBN 1903254418.